# Lake Arrowhead (Wisconsin)
Lake Arrowhead – jednostka osadnicza w Stanach Zjednoczonych, w stanie Wisconsin, w hrabstwie Adams.